# Contea di Sclafani Sangiovese
Il Contea di Sclafani Sangiovese è un vino DOC la cui produzione è consentita nelle province di Agrigento, Caltanissetta e Palermo.

## Caratteristiche organolettiche
- colore: rosso rubino
- odore: vinoso, caratteristico
- sapore: rotondo, armonico

## Produzione
Provincia, stagione, volume in ettolitri
- nessun dato disponibile